# 킬링 이브
《킬링 이브》(영어: Killing Eve)는 BBC 아메리카에서 2018년 4월부터 2022년 4월까지 방영된 영국의 텔레비전 드라마이다. 소설가 루크 젠닝스의 소설 Codename Villanelle 을 원작으로 하며, 피비 월러브리지가 창작했다.

## 개요
2018년부터 2022년까지 BBC에서 방영된 산드라 오, 조디 코머 주연의 드라마.
국내에서는 시즌 3까지 왓챠플레이에서 독점 공개하고 있다.

## 줄거리
첩보 요원을 꿈꾸던 정보국 직원 이브,
직업만족도 99.9%인 사이코패스 킬러 빌라넬.
서로의 존재에 매혹된 두 사람은 집착에 사로잡혀 쫓고 쫓기는 추격전을 시작한다.

## 등장인물

### MI6
- 이브 폴라스트리 (산드라 오) - 스파이를 꿈꾸는 MI5의 보안 요원
- 캐롤린 마텐스 (피오나 쇼) - MI6 대러시아 부서의 수장
- 케니 스토튼 (션 딜레이니) - MI6에서 고용한 해커 출신, 현재 이브와 함께 트라팔가 오피스 소속
- 빌 파그레이브 (데이빗 헤이그) - 이브의 MI5 동료, 같이 해고된 후 MI6에 들어간다
- 엘레나 펠튼 (커비 하월-밥티스트) - 이브의 조수

### 이브의 주변 인물
- 니코 폴라스트리 (오웬 맥도넬) - 이브의 헌신적인 남편
- 프랭크 할턴 (대런 보이드) - 이브의 MI5 상사

### 빌라넬과 주변 인물
- 빌라넬 (조디 코머) - 능력치 만랩, 깜찍한 사이코패스 킬러
- 콘스탄틴 바실리예프 (킴 보드니아) - 빌라넬의 명목상 관리자이자 조력자
- 나디아 카돔체야 (올리비아 로스) - 빌라넬처럼 배후 세력에 의해 길러진 암살자

## 시즌 1
총 여덟 에피소드로 구성되었다.
이브 폴라스트리는 화려한 스파이의 생활을 선망하는 MI5 말단 직원이다. 어느 날 그녀는 국제 암살 사건에 휘말려 사망한 러시아 국적 거물 정치인의 애인이자 유일한 목격자를 지키는 역할을, 그의 상사 빌 파그레이브와 함께 담당한다. 그러나 그녀를 보호하려는 모든 계획은 사건의 용의자로 보이는 암살자로 인해 처참히 실패했으며, 이브와 빌 모두 MI5에서 해고된다. 그러나 MI6에서 근무하는 캐롤린의 안목으로, 이브, 빌, 그리고 이브의 조수 엘레나는 세계에서 활동하는 여성 암살자를 찾기 위한 팀에 발탁된다.

## 시즌 2
총 여덟 에피소드로 구성되었다.
이브에 의해 칼에 찔린 빌라넬이 병원을 찾아가는 것으로 이야기는 시작한다.
빌라넬과 그의 조력자 콘스탄틴의 배후 '더 트웰브'의 이름이 여기서부터 등장한다.
이브가 한국계 미국인이라는 설정이 시즌 2부터 활용되기 시작한다. 극중 이브가 새롭게 등장한 한국계 암살자를 체포하기 직전, 한국어로 자신의 부모에게 전화를 하는 장면이 나오거나, 이브에게 한국어 그대로 빌라넬을 '달걀 귀신'이라며 묘사하기도 한다.

## 시즌 3
총 여덟 에피소드로 구성되었다.
시즌 2처럼 직전 에피소드와 곧바로 이어지지는 않는다. 새로운 인물이자 빌라넬의 스승, 다샤(Dasha)를 그녀의 화려한 살인 수법으로서 소개한다. 한편 빌라넬은 스페인인 여성과 함께 동성 결혼식을 올리고 있던 와중, 다샤를 보자마자 그녀에게 뛰어들며 결혼식은 난장판이 되어버린다.
한편 암살 사건을 추적하는 데에 완전히 질려버린 이브는 MI6를 자의 반 타의 반으로 그만두고 완전히 빌라넬에게 손을 뗀다. 빌라넬에게 거의 죽을 뻔하던 니코의 병원 요양으로, 한국계 미국인인 이브는 삼시 세끼를 모두 신라면을 비롯한 한국 인스턴트 식품으로 때운다. 생계를 이어나가기 위해 선택한 다음 직업도 런던 소재 한식 전문점.

## 수상
- 골든 글로브 여우주연상 - TV 시리즈 - 드라마 부문 : 2019년 ・ 산드라 오

- 영국 아카데미 텔레비전상 베스트 드라마 시리즈 : 2019년

- 영국 아카데미 텔레비전상 여우주연상 : 2019년 ・ 조디 코머

- 영국 아카데미 텔레비전상 여우조연상 : 2019년 ・ 피오나 쇼

- 미국 배우 조합상 드라마 시리즈 부문 여자 연기상 : 2019년 ・ 산드라 오